# Vipers Kristiansand
A Vipers Kristiansand egy háromszoros Bajnokok Ligája-győztes norvég női kézilabda-csapat, amelynek székhelye Kristiansand városában volt. A klubot 1938-ban alapították, Våg Vipers HK néven. 2001-től a norvég első osztályban játszottak, első bajnoki címüket 2018-ban nyerték. 2025. január 13-án a klub csődöt jelentett és minden játékosával szerződést bontott.

## A klub története
A klubot 1938. január 12-én alapították az IK Våg anyaegyesület kézilabdacsapataként. Székhelye Vågsbygdben, Kristiansand egy kerültében található. 1949-ben Våg az első helyen végzett a norvég másodosztályban, és felkerült az élvonalba. Kisebb megszakítások után 1957-től 1965-ig szerepeltek az akkor még nagypályás A-csoportos bajnokságban.
A Våg Vipersnek 1965-től volt kispályás kézilabdacsapata, bár sokáig inkább ifjúsági csapatként működött, 16-17 éves ifjúsági játékosokat alkalmazva, alsóbb osztályú bajnokságok közt ingázva. 2001-ben jutott fel a csapat a norvég első osztályba. A 2002-2003-as szezonban harmadik helyen zárta az idényt a klub, ezzel kvalifikálta magát a nemzetközi kupaporondra, ezt követően pedig a következő szezonban a legjobb négy közé jutott az EHF-kupában, ahol a Győr ellen esett ki. Az ezt követő időszakban a Våg Vipers középcsapatnak számított hazájában, bő egy évtized múlva, az új befektetőknek köszönhetően kezdtek el egyre jobb eredményeket elérni, miközben a csapat 2009-től Vipers Kristiansand néven szerepelt, klubszínei pedig zöld-fehérről rózsaszínre változott.
A 2017-2018-as szezonban először nyerte meg a csapat a norvég bajnokságot és a kupát, az EHF-kupában pedig a döntőbe jutott, ott azonban a román SCM Craiovával szemben alulmaradt.
Ezt követően Ole Gustav Gjekstad vette át a csapat irányítását, és irányításával mind a bajnokságban, mind pedig a Norvé Kupában megvédte címét a csapat. A 2018-19-es szezonban először jutott be a csapat a Bajnokok Ligája budapesti négyes döntőjébe, ahol bronzérmet szerzett. Az elődöntőben ismét a Győr ejtette ki a Viperst, a bronzmérkőzésen pedig a francia Metz Handballt győzték le.
A következő szezonban újból mindkét hazai trófeát megnyerte a csapat, míg a koronavírus-járvány miatt csonka 2020-2021-es szezonban a bajnokság rájátszásában a Storhamar Håndball ellen szereztek ugyancsak újabb bajnoki címet.
Az idény végén története során először megnyerte a Vipers a legrangosabb európai klubsorozatot, a döntőben a francia Brest Bretagne Handball csapatát 34–28-ra legyőzve. A következő szezonban megvédte címét a BL-ben a Vipers, a döntőben a Győrt legyőzve. A következő szezonban egymást követő harmadik alkalommal nyerték meg a Bajnokok Ligáját, ezúttal is magyar csapatot, a Ferencvárost legyőzve a döntőben (28–24).
A klub 2024-re elvesztette főszponzorát, mely következtében anyagi tartozásokkal bajlódott. A problémát úgy próbálták mérsékelni, hogy rekordösszegért eladták legkíválóbb játékosukat, az orosz klasszis, Anna Vjahirevát.
Miután a klub nem tudott úrrá lenni egyre súlyosbodó anyagi gondjain, a Vipers 2024. október 20-án csődöt jelentett. 2024. október 21-én arról számoltak be, hogy a klub mégsem fog csődbe menni. A befektetők egy csoportja a klub megmentésében volt érdekelt, cserébe megválasztják az új igazgatótanácsot.
A klubot végül nem tudták megmenteni, mely következtében 2025. január 13-án végleg csődöt jelentett és minden játékosával szerződést bontott.

## Eredmények
- Norvég bajnokság győztese: 2018, 2019, 2020, 2021, 2022, 2023
- Norvég kupa győztese: 2017, 2018, 2019, 2020, 2021, 2023
- Bajnokok Ligája-győztes: 2021, 2022, 2023 
  - 3. hely: 2019
- EHF-kupa-döntős: 2018

## A 2024–2025-ös szezon játékoskerete
| Kapusok - 01 Dina Frisendal - 12 Silje Solberg-Østhassel - 16 Katrine Lunde (c) Jobbszélsők - 14 Tuva Høve - 37 Jana Knedlíková - 38 Mia Emmenegger Balszélsők - 10 Vilde Jonassen - 18 Mina Hesselberg - 52 Sunniva Næs Andersen Beállók - 20 Merel Freriks - 31 Ana Debelić | Balátlövők - 08 Jamina Roberts - 21 Paula Arcos Poveda - 23 Lois Abbingh Irányítók - 06 Carin Strömberg - 22 Marta Tomac - 29 Larissa Nüsser Jobbátlövők - 09 Nina Koppang - 11 Silje Waade |

### Átigazolások
A 2025-26-os szezont megelőzően
| Érkezők | Távozók - Hlavaty Tamás (vezetőedző) (a cseh válogatotthoz) - Lene Rantala (másodedző) - Dina Frisendal (a Fana IL csapatához) - Katrine Lunde (az Odense Håndbold csapatához) - Marta Tomac - Mina Hesselberg - Silje Solberg-Østhassel - Silje Waade (a Byåsen HE csapatához) - Sunniva Næs Andersen - Tuva Høve (a Byåsen HE csapatához) - Vilde Jonassen - Carin Strömberg (a Chambray Touraine csapatához) - Jamina Roberts (az Ikast Håndbold csapatához) - Nina Koppang (a Team Esbjerg csapatához) - Larissa Nüsser (a CS Gloria Bistrița csapatához) - Lois Abbingh (a BV Borussia Dortmund csapatához) - Merel Freriks (a Team Esbjerg csapatához) - Paula Arcos Poveda (a CS Gloria Bistrița csapatához) - Jana Knedlíková (a DHC Slavia Praha csapatához) - Mia Emmenegger (a Team Esbjerg csapatához) - Ana Debelić (az RK Podravka Koprivnica csapatához) |

## Korábbi játékosok
- Andrea Austmo Pedersen
- Dina Frisendal
- Emilie Hegh Arntzen
- Hanna Yttereng
- Heidi Løke
- Henny Reistad
- Jeanett Kristiansen
- June Andenæs
- Kari Brattset Dale
- Karine Dahlum
- Katrine Lunde
- Kjerstin Boge Solås
- Kristine Lunde-Borgersen
- Linn Jørum Sulland
- Malin Aune
- Marta Tomac
- Martine Kårigstad Andersen
- Mina Hesselberg
- Nora Mørk
- Pernille Wibe
- Ranghild Valle Dahl
- Silje Solberg-Østhassel
- Silje Waade
- Sunniva Næs Andersen
- Tonje Refsnes
- Tuva Høve
- Tuva Pharo
- Veronica Kristiansen
- Vilde Jonassen
- Carin Strömberg
- Evelina Eriksson
- Isabelle Gulldén
- Jamina Roberts
- Nina Koppang
- Sofie Börjesson
- Annette Jensen
- Louise Pedersen
- Julie Stokkendal Poulsen
- Larissa Nüsser
- Lois Abbingh
- Merel Freriks
- Lysa Tchaptchet Defo
- Nerea Pena Abaurrea
- Paula Arcos Poveda
- Jana Knedlíková
- Markéta Jeřábková
- Tomori Zsuzsanna
- Ana Debelić
- Katarina Ježić
- Luisa Schulze
- Océane Sercien-Ugolin
- Mia Emmenegger
- Anna Vjahireva
- Sakura Hauge

## A 2020-2021-esBL-győztes csapat
| Kapusok - 01 Andrea Austmo Pedersen - 12 Evelina Eriksson - 16 Katrine Lunde Jobbszélsők - 06 Malin Aune - 37 Jana Knedlíková Balszélsők - 10 Vilde Kaurin Jonassen - 27 Sunniva Næs Andersen Beállók - 19 June Andenæs - 24 Hanna Yttereng - 55 Heidi Løke | Balátlövők - 03 Emilie Hegh Arntzen - 21 Ragnhild Valle Dahl Irányítók - 22 Marta Tomac - 25 Henny Reistad Jobbátlövők - 09 Nora Mørk - 15 Linn Jørum Sulland |

## A 2021-2022-esBL-győztes csapat
| Kapusok - 01 Andrea Austmo Pedersen - 12 Evelina Eriksson - 16 Katrine Lunde Jobbszélsők - 37 Jana Knedlíková Balszélsők - 27 Sunniva Næs Andersen Beállók - 20 Lysa Tchaptchet - 24 Hanna Yttereng | Balátlövők - 21 Ragnhild Valle Dahl - 23 Tomori Zsuzsanna - 51 Markéta Jeřábková Irányítók - 22 Marta Tomac Jobbátlövők - 08 Karine Emilie Dahlum - 09 Nora Mørk |

## A 2022-2023-asBL-győztes csapat
| Kapusok - 01 Sofie Börjesson - 12 Julie Stokkendal Poulsen - 16 Katrine Lunde Jobbszélsők - 14 Tuva Høve - 37 Jana Knedlíková Balszélsők - 10 Vilde Jonassen - 18 Mina Hesselberg - 27 Sunniva Næs Andersen Beállók - 20 Lysa Tchaptchet - 24 Hanna Yttereng - 31 Ana Debelić | Balátlövők - 07 Martine Kårigstad Andersen - 09 Jamina Roberts - 21 Ragnhild Valle Dahl - 51 Markéta Jeřábková Irányítók - 04 Tonje Refsnes - 22 Marta Tomac - 25 Nerea Pena Jobbátlövők - 06 Océane Sercien-Ugolin - 08 Karine Dahlum - 11 Silje Waade - 13 Anna Vjahireva |